# Asteroma dilatatum
Asteroma dilatatum är en svampart som beskrevs av Berk. 1845. Asteroma dilatatum ingår i släktet Asteroma och familjen Gnomoniaceae.   Inga underarter finns listade i Catalogue of Life.